# Partido Las Flores
Las Flores ist ein Partido im Zentrum der Provinz Buenos Aires in Argentinien. Laut einer Schätzung von 2019 hat das Partido 24.355 Einwohner auf 3.350 km². Der Verwaltungssitz ist die Ortschaft Las Flores. Das Partido wurde 1856 von der Provinzregierung geschaffen.

## Orte
Las Flores ist in 5 Ortschaften und Städte, sogenannte Localidades, unterteilt.
- Las Flores (Verwaltungssitz)
- Pardo
- El Trigo
- Coronel Boerr
- Rosas